# Duolandrevus brachypterus
Duolandrevus brachypterus är en insektsart som först beskrevs av Wilhem de Haan 1842.  Duolandrevus brachypterus ingår i släktet Duolandrevus och familjen syrsor. Inga underarter finns listade i Catalogue of Life.